# Аутинское восстание
Аутинское восстание (1212 г.) — первое крупное восстание покорённых прибалтийских народов против гнёта германских феодалов и духовенства. Первыми подняли восстание ливы, позднее к ним присоединились латгалы из Аутине. Особое недовольство восставших вызывала церковная десятина.
Несмотря на героизм повстанцев, восстание было жестоко подавлено немецкой верхушкой, а земли были возвращены в ведение Рижского епископства. Причиной поражения было также и то, что вождь ливов Каупо перешёл на службу к крестоносцам и в 1212 году помогал им в подавлении восстания. За это последние сожгли его резиденцию — Турайдский замок.